# La Reina
La Reina és una comuna residencial de Xile. Forma part de la regió Metropolitana de Santiago i està ubicada al sector centre-orient de la capital. El 2017 tenia 92.787 habitants.